# Cuyamungue, New Mexico
Cuyamungue, New Mexico (енгл. Cuyamungue) насељено је место без административног статуса у америчкој савезној држави Њу Мексико.

## Демографија
По попису из 2010. године број становника је 479, што је 58 (13,8%) становника више него 2000. године.
| Група             | 2000.       | 2010.       |
| Белци             | 58 (13,8%)  | 76 (15,9%)  |
| Афроамериканци    | 0 (0,0%)    | 6 (1,3%)    |
| Азијати           | 0 (0,0%)    | 2 (0,4%)    |
| Хиспаноамериканци | 351 (83,4%) | 369 (77,0%) |
| Укупно            | 421         | 479         |